# Prix Otherwise
Le prix Otherwise (anciennement prix James-Tiptree, Jr.) est un prix littéraire américain annuel récompensant des ouvrages de science-fiction ou de fantasy qui développent ou explorent notre compréhension du genre. Il a été créé en février 1991 par les auteurs de science-fiction Pat Murphy et Karen Joy Fowler, à la suite d'une discussion à la convention américaine Wiscon (le seul congrès de science-fiction féministe au monde).
Jusqu'en 2019, le prix portait le nom de James Tiptree, Jr., pseudonyme de l'autrice américaine Alice B. Sheldon. Le nom a été modifié à la suite d'une controverse sur la pertinence de nommer un prix en l'honneur de Tiptree,.

## Historique

### Choix du nom
À sa création en 1991, le prix honore le nom d'Alice B. Sheldon, autrice de science-fiction américaine qui écrit sous le pseudonyme masculin James Tiptree, Jr. de 1967 jusqu'à sa mort en 1987. L'usage d'un nom de plume masculin lui permet de voir ses histoires retenues et publiées, et de recevoir des prix littéraire. Le genre est par ailleurs un thème central dans son œuvre. Elle parvient à conserver le secret entourant son identité réelle jusqu'en 1977, date à laquelle le monde la science-fiction découvre que le pseudonyme « Tiptree » est utilisé par une femme. Selon le comité du prix, cette révélation conduisit à une multiplication des débats sur les facettes de l'écriture qui seraient intrinsèquement masculines ou féminines - pour autant qu'elles existent. Sur la suggestion de Karen Joy Fowler, le prix est ainsi nommé en hommage à Sheldon, pour rappeler au public le rôle complexe que joue le genre tant dans la lecture que dans l'écriture.

### Controverse et changement de nom
En 2019, une controverse éclate sur la pertinence du nom du prix. En 1987, Alice Sheldon tue par balles son mari Huntington Sheldon, malade, avant de se suicider de la même façon. Cet acte, sur la base d'écrits personnels de Sheldon, a pu être interprété comme un pacte suicidaire, mais d'autres l'interprètent comme un crime : le meurtre d'une personne handicapée par celle responsable de ses soins, le consentement d'Huntington Sheldon n'étant par ailleurs pas établi. Devant ces allégations, le comité Tiptree reçoit des demandes pour qu'il modifie le nom du prix. Le 2 septembre 2019, le comité affirme qu'un changement de nom n'est pas à l'ordre du jour, avant d'annoncer neuf jours plus tard, le 11 septembre, que le prix ne peut pas poursuivre sous son nom actuel.
Le 13 octobre 2019, le comité déclare que le prix Tiptree devient le prix Otherwise (otherwise signifiant, en anglais, « autrement »). Le nom fait référence au fait « d'imaginer le genre autrement », un acte au cœur de ce que le prix honore, ainsi qu'à celui « d'être conscient de l'expérience d'être autrui (en anglais the Other) ». Le nom fait également référence aux travaux d'Ashon Crawley (en) autour de l'« otherwise politics ».

## Palmarès
- 1991 : Les Nomades du fer (A Woman of the Iron People) par Eleanor Arnason et White Queen par Gwyneth Jones (ex æquo)
- 1992 : China Mountain Zhang par Maureen F. McHugh
- 1993 : Ammonite par Nicola Griffith
- 1994 : La Question de Seggri (The Matter of Seggri) par Ursula K. Le Guin et Larque on the Wing par Nancy Springer (ex æquo)
- 1995 : L'Éveil de la lune (Waking The Moon) par Elizabeth Hand et Les Mémoires d'Elizabeth Frankenstein (The Memoirs Of Elizabeth Frankenstein) par Theodore Roszak (ex æquo)
- 1996 : Coutumes montagnardes (Mountain Ways) par Ursula K. Le Guin et Le Moineau de Dieu (The Sparrow) par Mary Doria Russell (ex æquo)
- 1997 : Black Wine par Candas Jane Dorsey et Voyages avec la reine des neiges (Travels With The Snow Queen) par Kelly Link (ex æquo)
- 1998 : L'Agénésie congénitale de l'idéation du genre par K. N. Sirsi et Sandra Botkin ('Congenital Agenesis of Gender Ideation' by K.N. Sirsi and Sandra Botkin) par Raphael Carterr (en)
- 1999 : The Conqueror's Child par Suzy McKee Charnas
- 2000 : Wild Life par Molly Gloss
- 2001 : The Kappa Child par Hiromi Goto
- 2002 : L'Ombre du Shrander (Light) par M. John Harrison et Histoires pour hommes (Stories for Men) par John Kessel (ex æquo)
- 2003 : La Proie des âmes (Set This House In Order: A Romance Of Souls) par Matt Ruff
- 2004 : Camouflage par Joe Haldeman et Jamais avant le coucher du soleil (Not Before Sundown) par Johanna Sinisalo (ex æquo)
- 2005 : Air: Or, Have Not Have par Geoff Ryman
- 2006 : Half Life par Shelley Jackson (en)
- 2007 : Sœurs dans la guerre (The Carhullan Army) par Sarah Hall
- 2008 : La Voix du couteau (The Knife of Never Letting Go) par Patrick Ness et Filter House par Nisi Shawl (ex æquo)
- 2009 : Cloud and Ashes: Three Winter's Tales par Greer Gilman (en) et Le Pavillon des hommes (大奥, Ōoku) par Fumi Yoshinaga[5] (ex æquo)
- 2010 : Baba Yaga Laid an Egg par Dubravka Ugrešić
- 2011 : Redwood and Wildfire par Andrea Hairston (en)
- 2012 : La Fille qui se noie (The Drowning Girl) par Caitlín R. Kiernan et Ancient, Ancient par Kiini Ibura Salaam (ex æquo)[6]
- 2013 : Rupetta par N. A. Sulway (en)
- 2014 : The Girl in the Road par Monica Byrne (en) et Mes vrais enfants (My Real Children) par Jo Walton (ex æquo)
- 2015 : The New Mother par Eugene Fischer et Lizard Radio par Pat Schmatz (en)
- 2016 : When the Moon Was Ours par Anna-Marie McLemore
- 2017 : Who Runs the World? par Virginia Bergin (en)
- 2018 : They Will Dream in the Garden par Gabriela Damián Miravete
- 2019 : Eau douce (Freshwater) par Akwaeke Emezi
- 2020 : Ife-Iyoku, the Tale of Imadeyunuagbon par Oghenechovwe Donald Ekpeki (en)
- 2021 : Light From Uncommon Stars par Ryka Aoki et Sorrowland (Sorrowland) par Rivers Solomon (ex æquo)
- 2022 : prix non décerné
- 2023 : prix non décerné
- 2024 : Rakesfall par Vajra Chandrasekera, Walking Practice par Dolki Min, Entre autres univers (In Universes) par Emet North et Kiss of Life par P. C. Verrone (ex æquo)

### Prix remis rétrospectivement en 1995
- Walk to the End of the World par Suzy McKee Charnas
- Motherlines par Suzy McKee Charnas
- La Main gauche de la nuit (The Left Hand of Darkness) par Ursula K. Le Guin
- L'Autre Moitié de l'homme  (The Female Man) par Joanna Russ
- Lorsque tout changea (When It Changed) par Joanna Russ